# Landscheiding

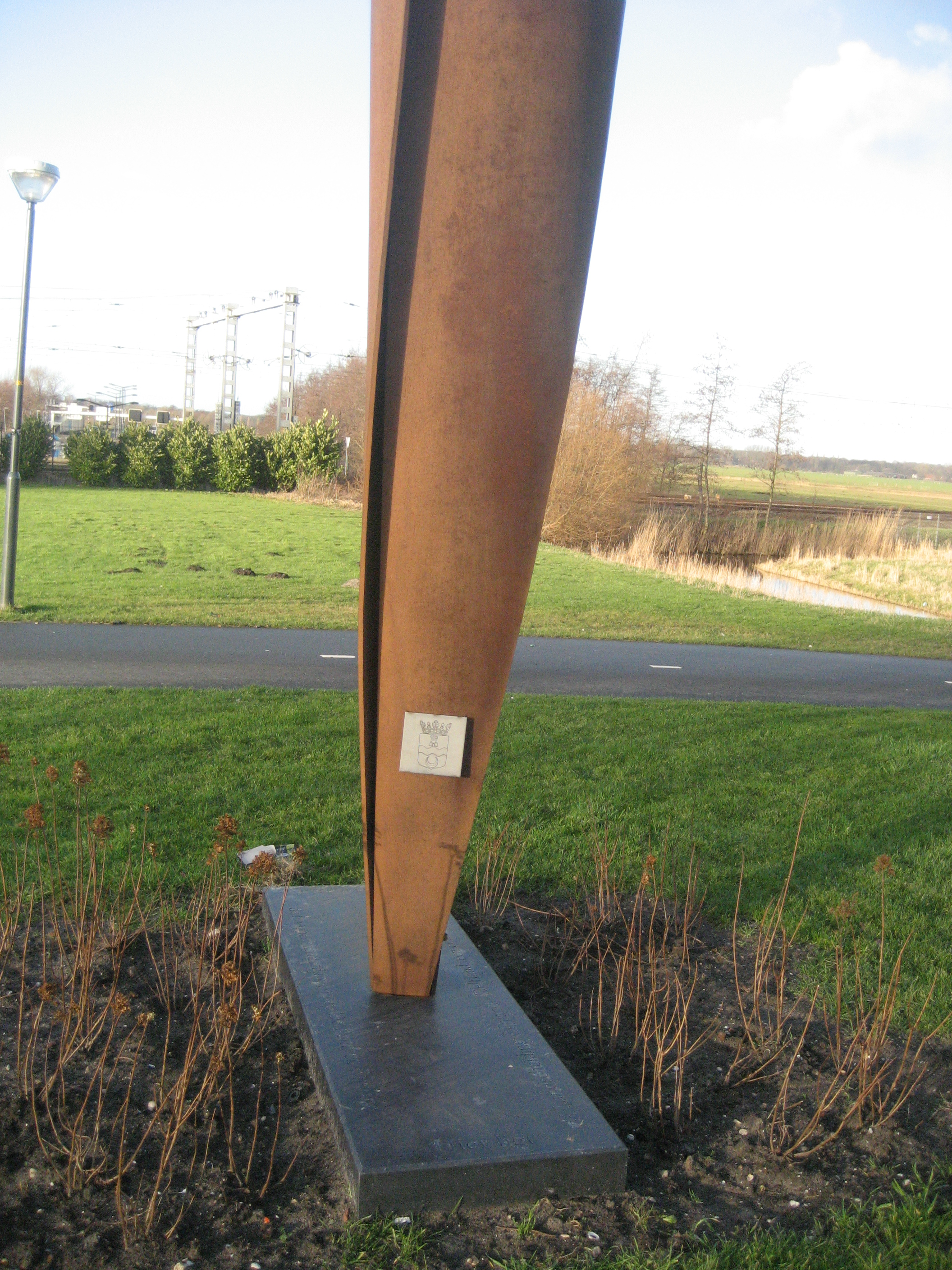
Monument op de grens van de waterschappen Rijnland en Delfland (Zijdepad, Leidschendam)

Een landscheidingsdijk of landscheiding is een waterkerende dijk of kade. Ze werden opgeworpen op de grens van gebieden omdat het waterpeil niet overal hetzelfde was. Een landscheiding is dus tevens een waterscheiding. Onder andere voor de grenzen tussen de hoogheemraadschappen Rijnland,  Delfland en Schieland is de term "landscheiding" gebruikelijk. De grens tussen Rijnland en Delfland hangt nauw samen met de oorspronkelijke natuurlijke waterscheiding tussen Oude Rijn en Maas.
In veenontginningen werd de kade aan de verste zijde van het punt waar de ontginning begonnen was de landscheiding genoemd. Erachter lagen woeste gronden of een volgende ontginning. Van oude landscheidingen zijn vaak nog restanten in het landschap te vinden.